# Bair Badjonov
Bair Dorzjijevitj Badjonov (ryska: Баир Доржиевич Бадёнов), född 28 juni 1976 är en bågskytt från Ryssland, som tog brons i bågskytte i olympiska sommarspelen 2008.

## Meriter

### Olympiska meriter

#### Olympiska sommarspelen 2008
| Namn                                                    | Gren         | Rankingrunda | Rankingrunda | 32-delsfinal                 | 16-delsfinal                | 8-delsfinal               | Kvartsfinal                | Semifinal                           | Final                       | Final |
| Namn                                                    | Gren         | Poäng        | Seed         | Resultat                     | Resultat                    | Resultat                  | Resultat                   | Resultat                            | Resultat                    | Plats |
| ------------------------------------------------------- | ------------ | ------------ | ------------ | ---------------------------- | --------------------------- | ------------------------- | -------------------------- | ----------------------------------- | --------------------------- | ----- |
| Bair Badjonov                                           | Individuellt | 658          | 31           | Godfrey (GBR) (34) W 114-109 | Champia (IND) (2) W 109-108 | Lyon (CAN) (47) W 115-110 | Cheng (MAS) (26) W 109-104 | Ruban (UKR) (3) L 112(+18)-112(+20) | Serrano (MEX) (1) W 115-110 |       |
| Andrey Abramov Bair Badjonov Balzhinima Tsyrempilov (4) | Lag          | 1989         | 4            |                              |                             |                           | Kina (12) L 208-217        | Gick inte vidare                    | Gick inte vidare            | 8     |